# Liste der Monuments historiques in Saint-Germain (Aube)
Die Liste der Monuments historiques in Saint-Germain führt die Monuments historiques in der französischen Gemeinde Saint-Germain auf.

## Liste der Objekte
| Bezeichnung                                     | Beschreibung                                                                                            | Standort                                   | Kennzeichnung | Schutzstatus | Datum | Bild |
| ----------------------------------------------- | --- | ------------------------------------------ | ------------- | ------------ | ----- | ---- |
| Skulptur Heiliger Germanus (1)                  | Kalkstein, übertüncht, 16. Jahrhundert                                                                  | Linçon, in der Kirche St-Germain (Lage)    | PM10003247    | Classé       | 1908  |      |
| Skulptur Heiliger Rochus                        | Kalkstein, übertüncht, 16. Jahrhundert                                                                  | Linçon, in der Kirche St-Germain (Lage)    | PM10003250    | Classé       | 1908  |      |
| Skulptur Johannes der Täufer                    | Kalkstein, 16. Jahrhundert                                                                              | Linçon, in der Kirche St-Germain (Lage)    | PM10001925    | Classé       | 1908  |      |
| Skulptur Heiliger Vinzenz                       | Kalkstein, übertüncht, 16. Jahrhundert                                                                  | Linçon, in der Kirche St-Germain (Lage)    | PM10001934    | Classé       | 1913  |      |
| Skulptur eines Kirchenlehrers                   | Eichenholz, Ende des 16. Jahrhunderts; Verbleib unbekannt                                               | Linçon, in der Kirche St-Germain (Lage)    | PM10001941    | Classé       | 1934  |      |
| Skulptur Verkündigungsmadonna                   | Kalkstein, übertüncht, Anfang des 16. Jahrhunderts                                                      | Linçon, in der Kirche St-Germain (Lage)    | PM10001935    | Classé       | 1934  |      |
| Marienaltar                                     | Retabel; Holz, farbig gefasst und vergoldet, drittes Viertel des 18. Jahrhunderts, zugehörig PM10003253 | Linçon, in der Kirche St-Germain (Lage)    | PM10001927    | Classé       | 1908  |      |
| Gemälde Notre-Dame de la Délivrance             | Ölfarbe auf Leinwand, 1757                                                                              | Linçon, in der Kirche St-Germain (Lage)    | PM10003253    | Classé       | 1908  |      |
| Kirchenfenster (1)                              | aus dem 16. Jahrhundert                                                                                 | Lépine, in der Kirche St-Barthélemy (Lage) | PM10001946    | Classé       | 1913  |      |
| Gemälde Heiliger Augustinus                     | Ölfarbe auf Leinwand, 1780 von Pierre Cossard                                                           | Lépine, in der Kirche St-Barthélemy (Lage) | PM10001947    | Classé       | 1983  |      |
| Skulptur Heiliger Germanus (2)                  | Kalkstein, farbig gefasst, 16. Jahrhundert                                                              | Linçon, in der Kirche St-Germain (Lage)    | PM10001937    | Classé       | 1934  |      |
| Skulptur Heilige Margareta (1)                  | Kalkstein, übertüncht, 16. Jahrhundert                                                                  | Linçon, in der Kirche St-Germain (Lage)    | PM10001938    | Classé       | 1934  |      |
| Skulptur Madonna mit Kind und Taube             | Kalkstein, übertüncht, 16. Jahrhundert                                                                  | Linçon, in der Kirche St-Germain (Lage)    | PM10001939    | Classé       | 1934  |      |
| Skulptur Unterweisung Mariens                   | Kalkstein, übertüncht, 16. Jahrhundert                                                                  | Linçon, in der Kirche St-Germain (Lage)    | PM10001924    | Classé       | 1908  |      |
| Skulptur Heilige Sabina                         | Kalkstein, farbig gefasst, 16. Jahrhundert                                                              | Linçon, in der Kirche St-Germain (Lage)    | PM10003246    | Classé       | 1894  |      |
| Zwei Engelsskulpturen                           | Eichenholz, farbig gefasst, 17. Jahrhundert                                                             | Linçon, in der Kirche St-Germain (Lage)    | PM10001929    | Classé       | 1913  |      |
| Skulptur Madonna mit Kind                       | Kalkstein, farbig gefasst, 15. Jahrhundert                                                              | Linçon, in der Kirche St-Germain (Lage)    | PM10001933    | Classé       | 1913  |      |
| Zwei Skulpturen Kerzentragende Engel            | Eichenholz, farbig gefasst, Ende des 16. Jahrhunderts                                                   | Lépine, in der Kirche St-Barthélemy (Lage) | PM10001945    | Classé       | 1913  |      |
| Glocke                                          | Bronze, 1651 gegossen                                                                                   | Linçon, in der Kirche St-Germain (Lage)    | PM10003014    | Classé       | 1991  |      |
| Kruzifix (1)                                    | Eichenholz, ohne Datierung; Verbleib unbekannt                                                          | Linçon, in der Kirche St-Germain (Lage)    | PM10003578    | Inscrit      | 1981  |      |
| Zwei Heiligenskulpturen                         | Eichenholz, farbig gefasst, 16. Jahrhundert; Verbleib unbekannt                                         | Linçon, in der Kirche St-Germain (Lage)    | PM10001940    | Classé       | 1934  |      |
| Skulptur Maria Magdalena                        | Kalkstein, übertüncht, 16. Jahrhundert                                                                  | Linçon, in der Kirche St-Germain (Lage)    | PM10001936    | Classé       | 1934  |      |
| Kirchenfenster (2)                              | aus dem 16. Jahrhundert                                                                                 | Linçon, in der Kirche St-Germain (Lage)    | PM10001922    | Classé       | 1894  |      |
| Skulptur Verkündigungsengel                     | Kalkstein, übertüncht, 16. Jahrhundert                                                                  | Linçon, in der Kirche St-Germain (Lage)    | PM10003251    | Classé       | 1908  |      |
| Reliquienmonstranz                              | Eichenholz, farbig gefasst und vergoldet, 17. Jahrhundert                                               | Linçon, in der Kirche St-Germain (Lage)    | PM10001942    | Classé       | 1934  |      |
| Skulptur Heilige Margareta (2)                  | Kalkstein, übertüncht, 16. Jahrhundert; Kopie des Originals im Victoria and Albert Museum in London     | Linçon, in der Kirche St-Germain (Lage)    | PM10001923    | Classé       | 1908  |      |
| Skulptur Heilige Syra                           | Kalkstein, übertüncht, 16. Jahrhundert                                                                  | Linçon, in der Kirche St-Germain (Lage)    | PM10001921    | Classé       | 1894  |      |
| Skulptur Christus in der Rast                   | Kalkstein, übertüncht, 16. Jahrhundert                                                                  | Linçon, in der Kirche St-Germain (Lage)    | PM10003248    | Classé       | 1908  |      |
| Skulptur Heilige Katharina                      | Holz, farbig gefasst, 16. Jahrhundert                                                                   | Linçon, in der Kirche St-Germain (Lage)    | PM10003252    | Classé       | 1908  |      |
| Epitaph für Germain Jaillant                    | Kalkstein, bezeichnet 1641                                                                              | Linçon, in der Kirche St-Germain (Lage)    | PM10001930    | Classé       | 1913  |      |
| Gemälde Eliezer und Rebekka                     | Ölfarbe auf Holz, 16. Jahrhundert; Verbleib unbekannt                                                   | Linçon, in der Kirche St-Germain (Lage)    | PM10001931    | Classé       | 1913  |      |
| Skulptur Heiliger Fiacrius                      | Kalkstein, farbig gefasst, 16. Jahrhundert                                                              | Lépine, in der Kirche St-Barthélemy (Lage) | PM10001944    | Classé       | 1913  |      |
| Kruzifix (2)                                    | Eichenholz, 16. Jahrhundert                                                                             | Linçon, in der Kirche St-Germain (Lage)    | PM10001943    | Classé       | 1982  |      |
| Zwei Gemälde mit Szenen aus dem alten Testament | Ölfarbe auf Holz, vergoldete Holzrahmen, 16. Jahrhundert                                                | Linçon, in der Kirche St-Germain (Lage)    | PM10001926    | Classé       | 1908  |      |
| Gemälde Der Zinsgroschen                        | Ölfarbe auf Holz, Anfang des 17. Jahrhunderts; nach Peter Paul Rubens                                   | Linçon, in der Kirche St-Germain (Lage)    | PM10001928    | Classé       | 1908  |      |